# Boundless Informant

Raccolta dati secondo il Boundless Informant. Dai meno sorvegliati (in verde) ai più (in rosso)

Boundless Informant (in italiano: Informatore senza confini) è un'analisi big data e un sistema di visualizzazione dei dati usata dalla Agenzia di sicurezza nazionale statunitense per dare ai manager NSA una sintesi delle attività di raccolta dati in tutto il mondo eseguite dalla NSA stessa.
È descritto in un memo come non classificato ad uso esclusivo di ufficiali secondo il quotidiano inglese The Guardian.
Secondo una mappa pubblicata sempre dal quotidiano è fuoriuscita dal programma Boundless Informant, quasi 3 miliardi di dati sono stati catturati solo negli Stati Uniti a marzo 2013 in 30 giorni.
I dati analizzati dal Boundless Informant comprendono le registrazioni del programma elettronico di sorveglianza (DNI), e le registrazioni dei metadati delle chiamate telefoniche (DNR) memorizzate in un archivio dati dell'NSA chiamato GM-PLACE.
Non include però i dati FISA, secondo il memo.
PRISM, un nome in codice governativo per una raccolta dati conosciuta ufficialmente come US-984XN, ha rivelato allo stesso tempo il Boundless Informant come fonte di dati DNR.
Secondo la mappa, il Boundless Informant riassume i dati registrati da 54 diverse fonti di raccolta DNR e DNI dette SIGAD.
Nella mappa, i paesi che sono sotto sorveglianza è assegnato un colore dal verde, rappresentante una copertura di base al rosso, che ha una sorveglianza più intensa.

## Tecnologia
Secondo le slide pubblicate sfrutta software libero e open source ed è quindi disponibile a tutti gli sviluppatori NSA e servizi ospitati nella nuvola (cloud computing). Lo strumento usa HDFS, MapReduce e Accumulo (ex Cloudbase) per l'elaborazione dei dati.

## Carte correlate con il Boundless Informant

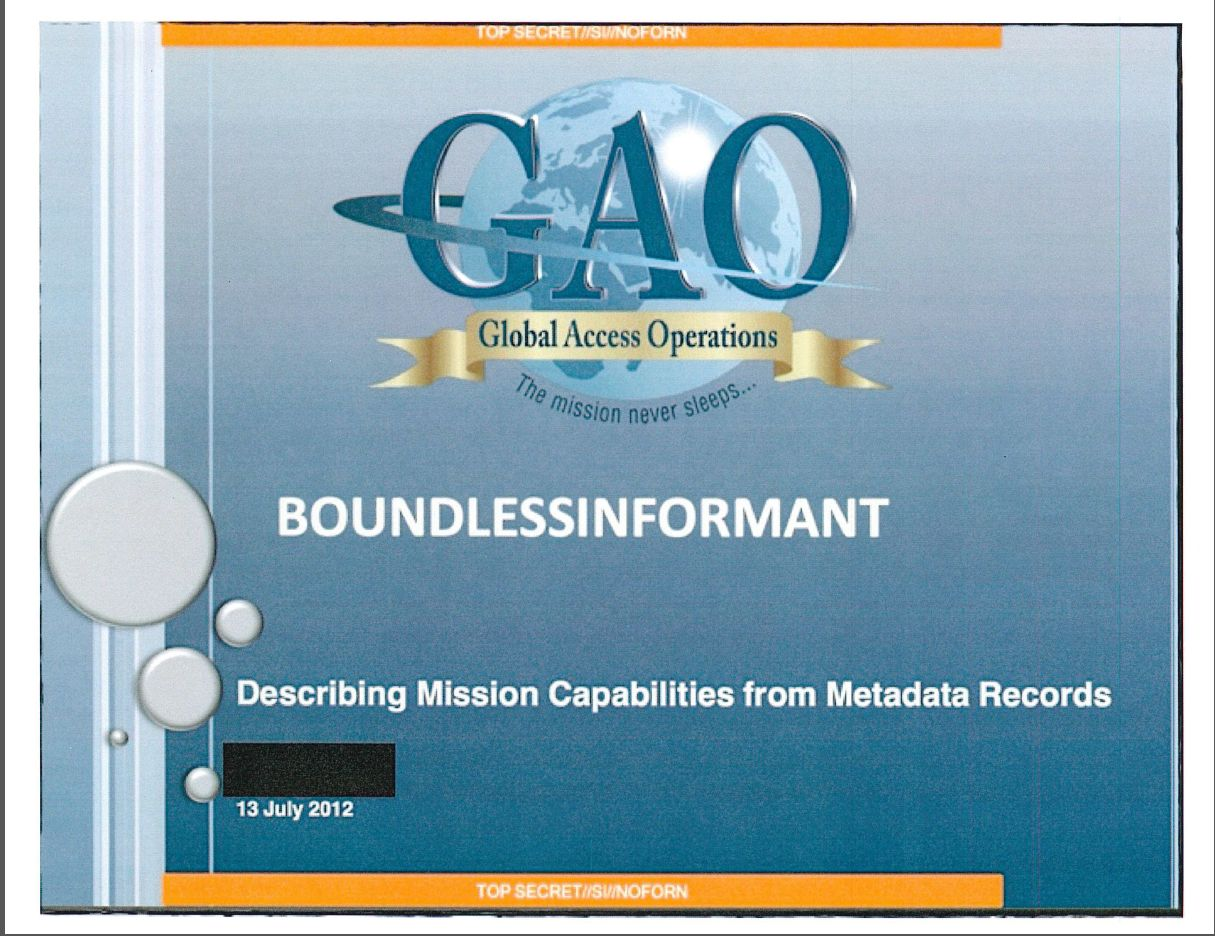
Boundless Informant Presentation Cover page
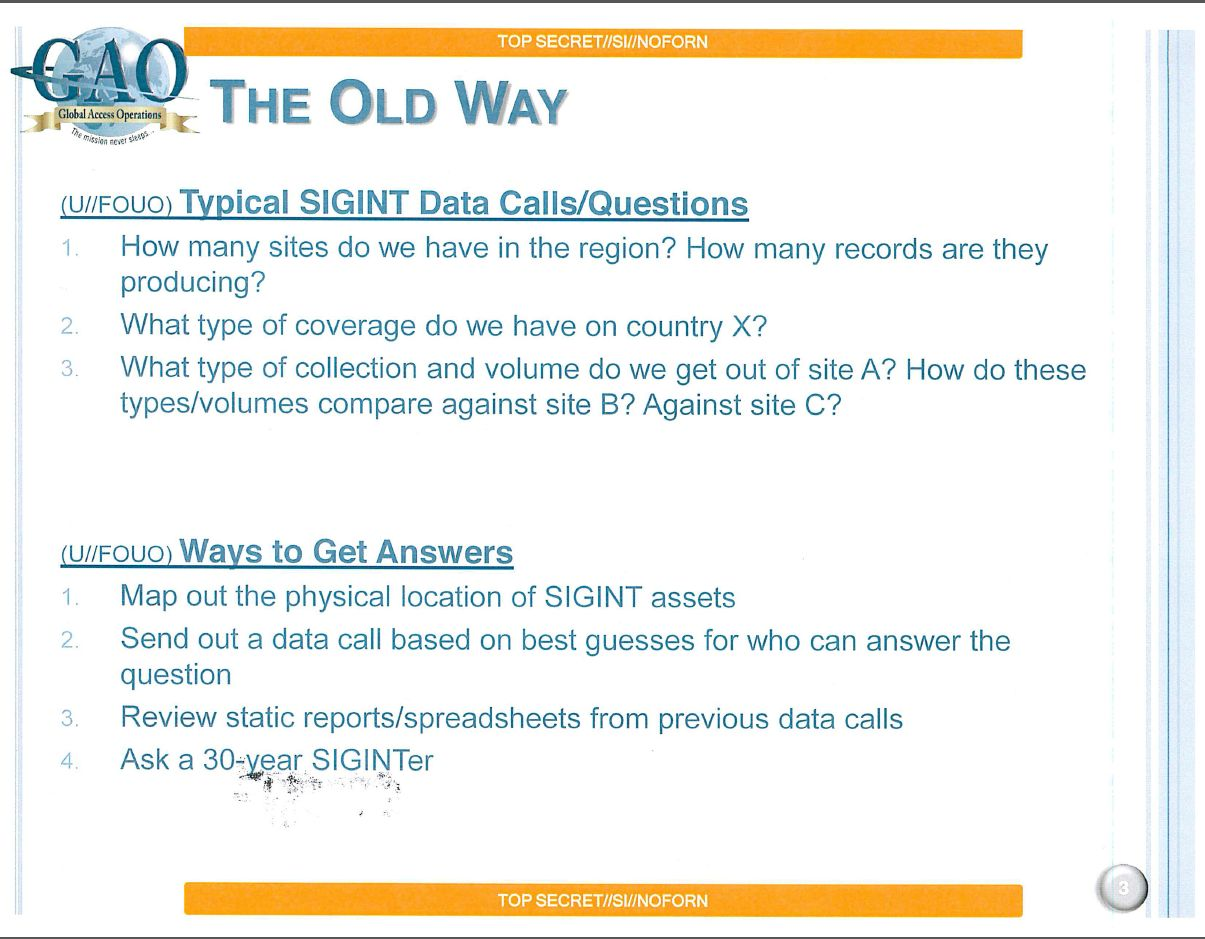
Boundless Informant Presentation Slide 2
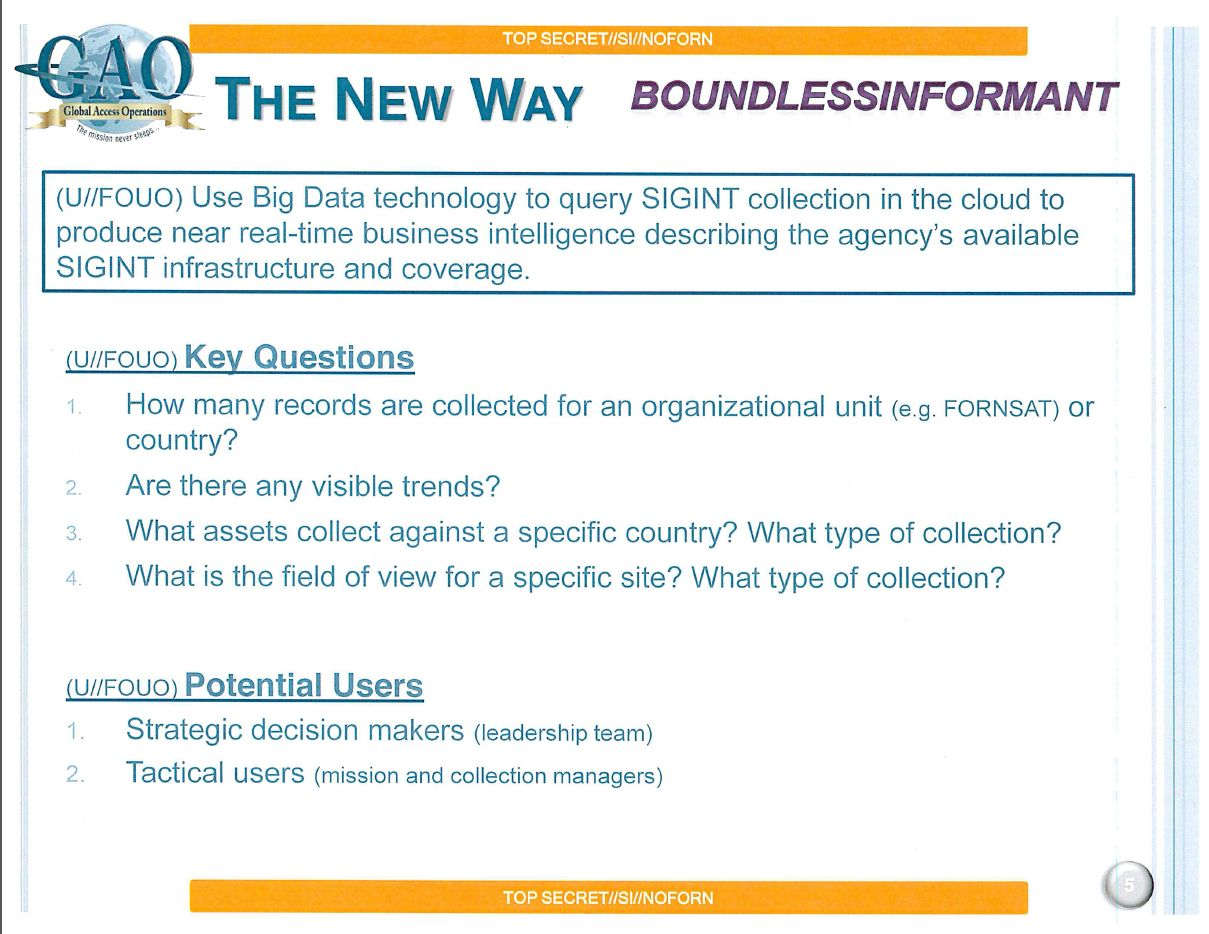
Boundless Informant Presentation Slide 3
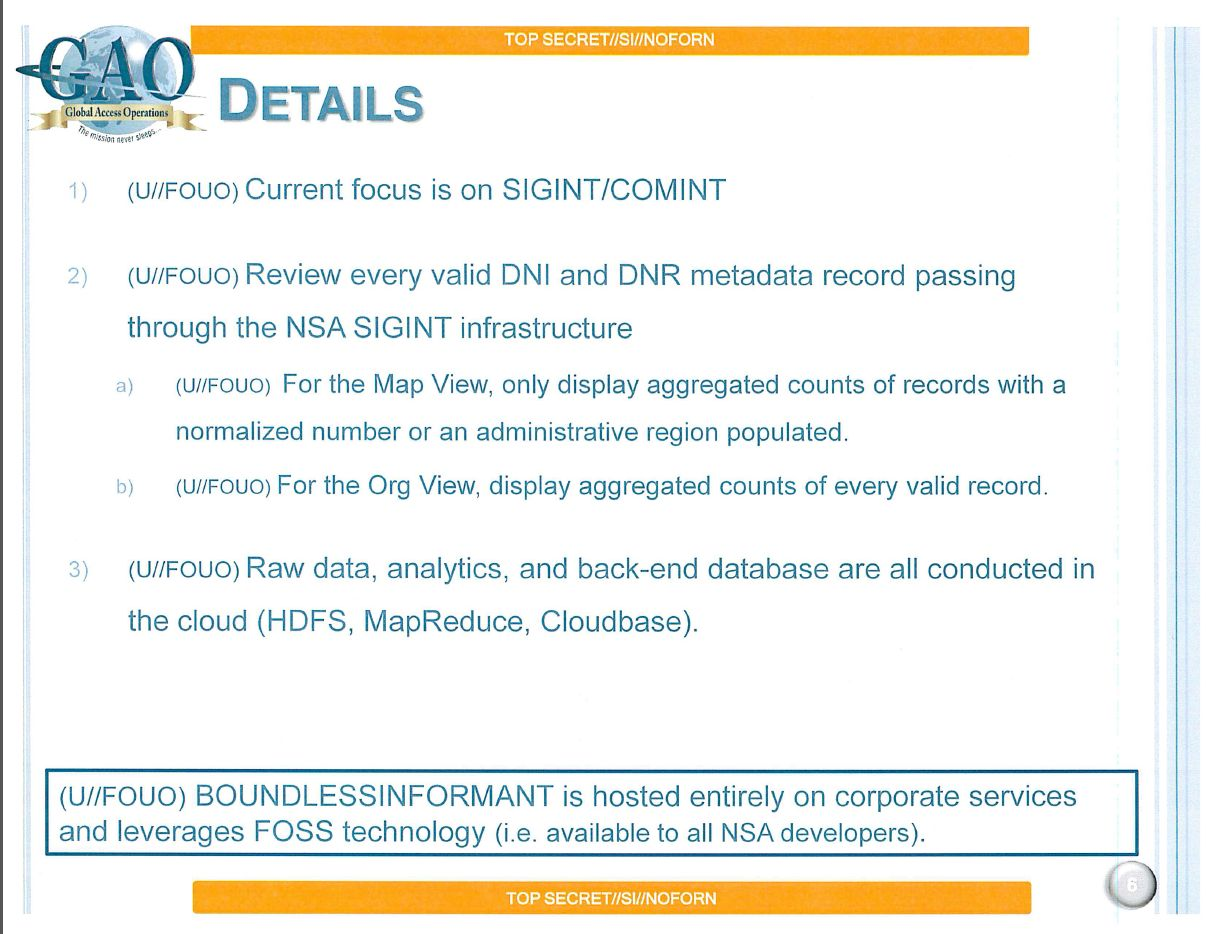
Boundless Informant Presentation Slide 4
- Boundless Informant FAQ
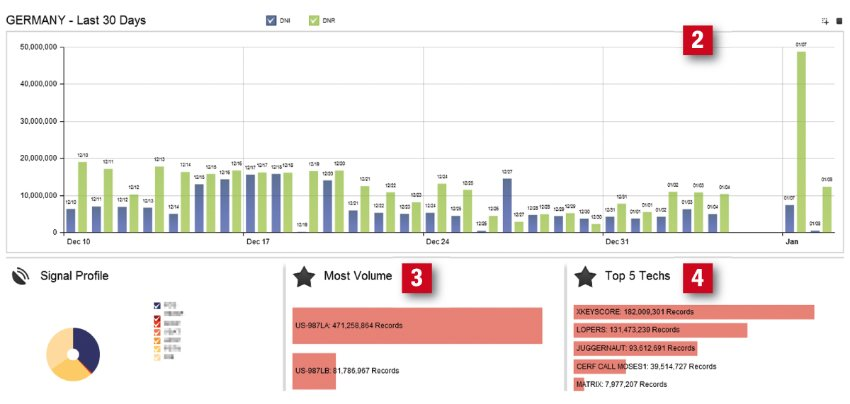
Boundless Informant Screencap. Germany, last 30 days. Signal Profile, Most Volume, Top Five Techs
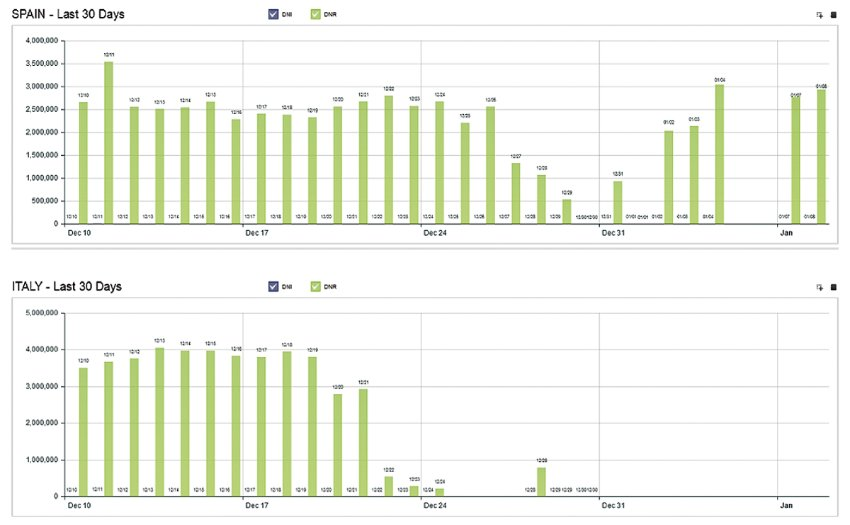
Spain and Italy, last 30 days
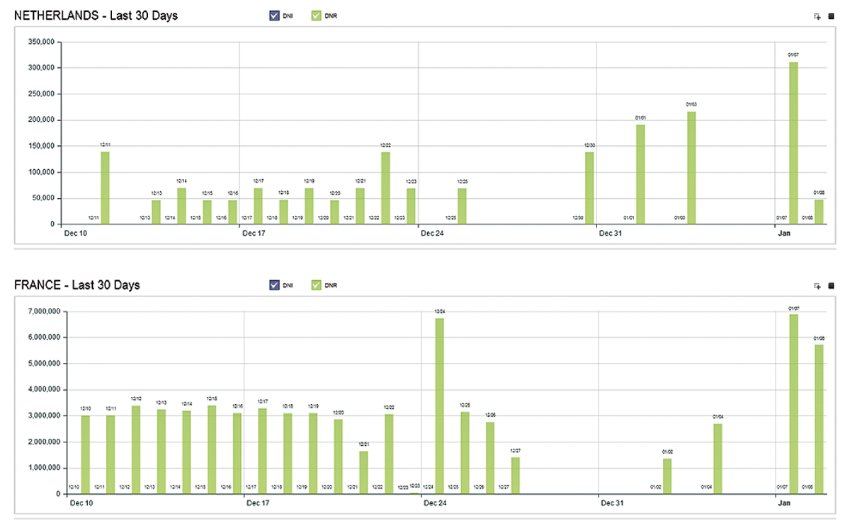
Netherlands and France, Last 30 days